# 54 Alexandra
Alexandra (asteroide 54) é um asteroide da cintura principal com um diâmetro de 165,75 quilómetros, a 2,17950362 UA. Possui uma excentricidade de 0,19643051 e um período orbital de 1 631,54 dias (4,47 anos).
54 Alexandra tem uma velocidade orbital média de 18,08529794 km/s e uma inclinação de 11,80388913º.
Este asteroide foi descoberto em 10 de Setembro de 1858 por Hermann Goldschmidt.
O seu nome é uma homenagem ao geógrafo e naturalista alemão Alexander von Humboldt.